# بخش سارگودها
بخش سارگودها (به انگلیسی: Sargodha Division) یک بخش در پاکستان است که در سرگودها واقع شده‌است. بخش سارگودها ۲۶٬۳۶۰ کیلومتر مربع مساحت و ۸٬۱۸۱٬۴۹۹ نفر جمعیت دارد و ۱۵۵ متر بالاتر از سطح دریا واقع شده‌است.